# Jüdischer Friedhof Hüsten

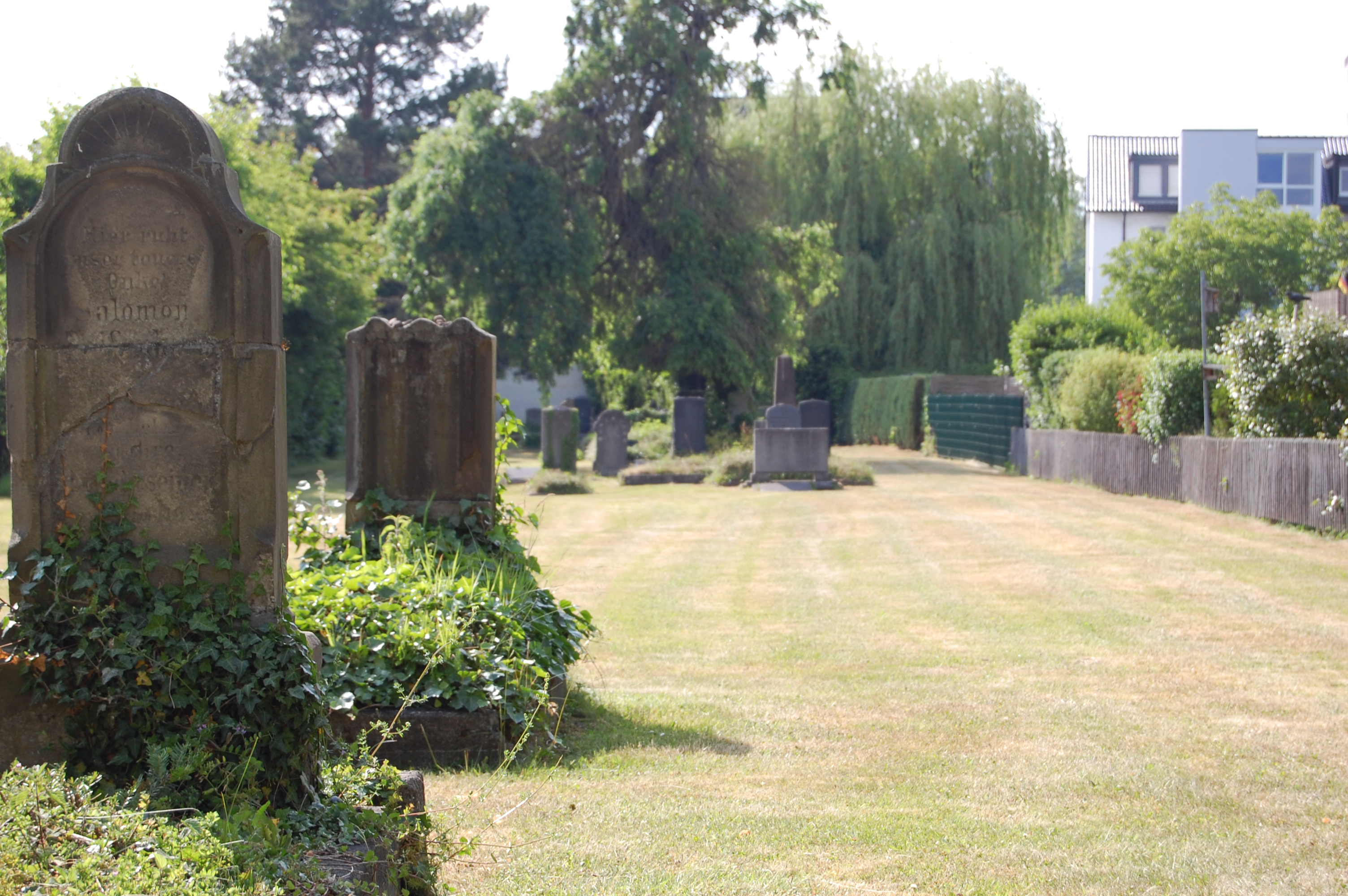
Jüdischer Friedhof in Hüsten

Der jüdische Friedhof in Hüsten, Hüsten ist heute ein Stadtteil von Arnsberg im Hochsauerlandkreis in Nordrhein-Westfalen, wurde 1857 erstmals erwähnt, dürfte aber älter sein. Der jüdische Friedhof der jüdischen Gemeinde Hüsten steht unter Denkmalschutz. 

## Geschichte
Einen jüdischen Friedhof dürfte es in Hüsten bereits im 18. Jahrhundert gegeben haben, auch wenn die schriftliche Ersterwähnung erst von 1857 stammt. Er wurde auch von den Juden benachbarter Orte ohne eigenen Friedhof als Begräbnisstätte genutzt. Bekannt ist etwa ein Streit im Jahr 1824, als sich die Hüstener Synagogengemeinde weigerte, eine Verstorbene aus Arnsberg zu bestatten. Mit dem Holocaust endete die Bestattungstradition des Friedhofs. Vereinzelt kam es auch danach zu Bestattungen. Eine Beerdigung 1966 brachte antisemitische Diskriminierungen gegen eine deutsch-jüdische Familie in Hüsten an die Öffentlichkeit.

## Anlage
Der Friedhof wurde ursprünglich entfernt von dichterer Besiedlung angelegt. Mittlerweile liegt er in einem Wohngebiet. Es handelt sich um einen etwa 150 m langen relativ schmalen Geländestreifen zwischen anderen Grundstücken. Der Zugang ist von der Schmalseite von der Straße Alt Hüsten möglich. 
In die Pfeiler aus Sandstein des klassizistischen schmiedeeisernen Eingangstores sind Platten in hebräischer Schrift eingelassen. Im Eingangsbereich befindet sich ein Gedenkstein aus dem Jahr 1988 zum Gedenken an die jüdischen Opfer aus Hüsten.
Erhalten sind noch 42 Grabstätten und 23 Grabsteine. Einer der Grabsteine mit gotisierenden Stilelementen ist mit einer ausschließlich hebräischen Inschrift versehen. Einige weitere Denkmäler tragen sowohl eine hebräische wie auch eine deutschsprachige Beschriftung. Die meisten verzichten ganz auf hebräische Inschriften. Am häufigsten vertreten ist die Familie Grüneberg mit vierzehn Gräbern, es folgenden die Familien Grünebaum (6), Stern (5), Grünewald (5), Mastbaum (4) und Fritzler (4). 
Der Friedhof wurde unter der Nummer DL 348 in die Denkmalliste der Stadt Arnsberg aufgenommen.